# Harmogaster exarata
Harmogaster exarata är en skalbaggsart som beskrevs av Edgar von Harold 1861. Harmogaster exarata ingår i släktet Harmogaster och familjen Aphodiidae. Inga underarter finns listade i Catalogue of Life.